# Gubbråtjärnen
Gubbråtjärnen är en sjö i Sundsvalls kommun i Medelpad och ingår i Ljungan-Gnarpsåns kustområde. Sjön har en area på 0,0624 kvadratkilometer och ligger 24 meter över havet.

## Delavrinningsområde
Gubbråtjärnen ingår i det delavrinningsområde (689432-158599) som SMHI kallar för Mynnar i Galtströmmen. Medelhöjden är 51 meter över havet och ytan är 6,22 kvadratkilometer. Det finns inga avrinningsområden uppströms utan avrinningsområdet är högsta punkten. Vattendraget som avvattnar avrinningsområdet har biflödesordning 2, vilket innebär att vattnet flödar genom totalt 2 vattendrag innan det når havet efter 1,5 kilometer. Avrinningsområdet består mestadels av skog (80 procent). Avrinningsområdet har 0,06 kvadratkilometer vattenytor vilket ger det en sjöprocent på 0,9 procent.